# Fremstafell
Fremstafell är en kulle i republiken Island. Den ligger i regionen Norðurland eystra, 300 km öster om huvudstaden Reykjavík. Toppen på Fremstafell är 563 meter över havet.
Trakten runt Fremstafell är nära nog obefolkad, med mindre än två invånare per kvadratkilometer. Det finns inga samhällen i närheten. Trakten runt Fremstafell är ofruktbar med lite eller ingen växtlighet.